# Roberto Carlos (álbum de 1995)
Roberto Carlos é o trigésimo quinto álbum de estúdio do cantor e compositor Roberto Carlos, lançado em 1995 pela gravadora CBS. 
Os destaques deste álbum são as faixas "Amigo Não Chore Por Ela" e a homenagem às mulheres que usam óculos em “O Charme dos Seus Óculos”. Chama a atenção também a regravação de "Quase Fui Lhe Procurar", uma serenata do compositor Getúlio Côrtes, gravada originalmente por Roberto Carlos em seu disco de 1968 O Inimitável. 

## Faixas
| Nº | Título                           | Composição                                     | Duração |
| -- | -------------------------------- | ---------------------------------------------- | ------- |
| 1. | "Amigo Não Chore Por Ela"        | Roberto Carlos-Erasmo Carlos                   | 4:54    |
| 2. | "O Charme dos Seus Óculos"       | Roberto Carlos-Erasmo Carlos                   | 4:02    |
| 3. | "O Coração Não Tem Idade"        | Roberto Carlos-Erasmo Carlos                   | 4:30    |
| 4. | "Pra Ficar Com Você"             | Mauro Motta-Carlos Colla                       | 3:42    |
| 5. | "Quando Eu Quero Falar Com Deus" | Roberto Carlos-Erasmo Carlos                   | 5:17    |
| 6. | "Romântico"                      | Roberto Carlos-Erasmo Carlos                   | 4:26    |
| 7. | "Nunca Te Esqueci"               | Eduardo Lages-Paulo Sérgio Valle               | 4:48    |
| 8. | "Quase Fui Lhe Procurar"         | Getúlio Côrtes                                 | 3:34    |
| 9. | "Sonho de Amor"                  | Fernando de Souza-Mário Avellar-Edílson Campos | 3:12    |

Ficha Técnica
Produzido por: Mauro Motta
Assistente de produção: Ronaldo Monteiro
Assessoria de produção: Sandra Batista
Gravado nos estúdios Sigla, Impressão Digital e Chorus (Rio de Janeiro) e Criteria Recording Studios (Miami)
Engenheiro de gravação: Edu de Oliveira
Engenheiros adicionais: Ted Stein, Steve Robilard, Mário Jorge, Luiz Paulo Martins, Marcos Caminha, Jorge Garrafa, Luiz Carlos e Saint Clair Lima
Assistentes de gravação: Claudinho Oliveira, Everaldo Andrade, Steve Robillard, Cris Carroll, Ivan Carvalho, Marco Hoffer e Marcos Vicente
Engenheiros de mixagem: Edu de Oliveira; e Ted Stein (nas faixas 2, 7 e 8)
Masterização: Fullersound, Inc (Miami)
Engenheiro de masterização: Michael Fuller
Fotografia: Luiz Garrido
Assistente de fotografia: Carlos Hansen

Coordenação gráfica: Carlos Nunes